# Gumesind i Servodeu de Còrdova
Gumesind o Gómez (Toledo, s. IX - Còrdova, 13 de gener de 852) i Servodeu (Còrdova?) van ésser dos cristians mossàrabs, morts per no renunciar a la seva fe en 852. Són venerats com a sants per l'Església catòlica, com dos dels 57 Màrtirs de Còrdova.

## Biografia
Van viure sota el regnat d'Abd al-Rahman II, emir de Còrdova, i sant Eulogi de Còrdova narra el martiri de tots dos en una de les seves obres.
Gumesind era de Toledo, i va anar a Còrdova de nen amb els seus pares. Fou educat a la basílica dels Sants Faust, Genar i Marcial, on es feu clergue i fou ordenat diaca. Un cop ordenat sacerdot, fou rector a una parròquia a pagès, prop de la ciutat de Còrdova.
La religió cristiana era tolerada a la Còrdova musulmana, però sempre en l'àmbit privat: no se'n podia fer manifestació pública, ni predicar-la o intentar convertir d'altres persones. Un dia, Gumersind anà a la ciutat acompanyat d'un monjo anomenat Servodeu; foren denunciats com a cristians, acusats d'haver manifestat públicament la seva fe.
Van ésser condemnats a mort i degollats el 13 de gener de 852. Els seus cossos foren sebollits a l'església de San Cristóbal.

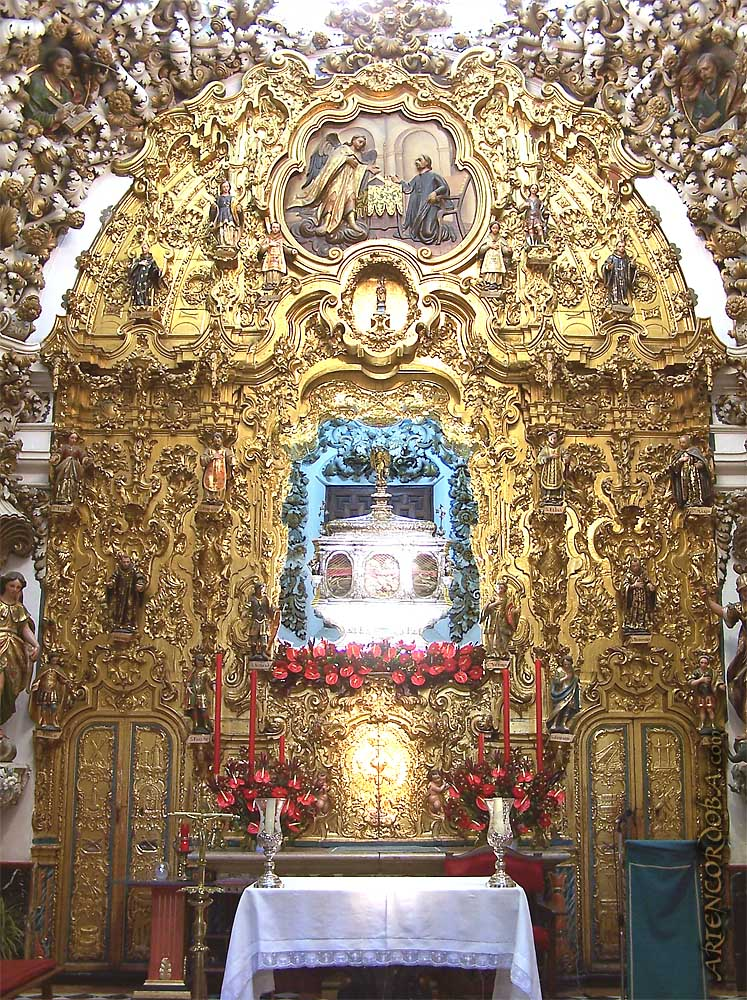
Altar major de S. Pedro
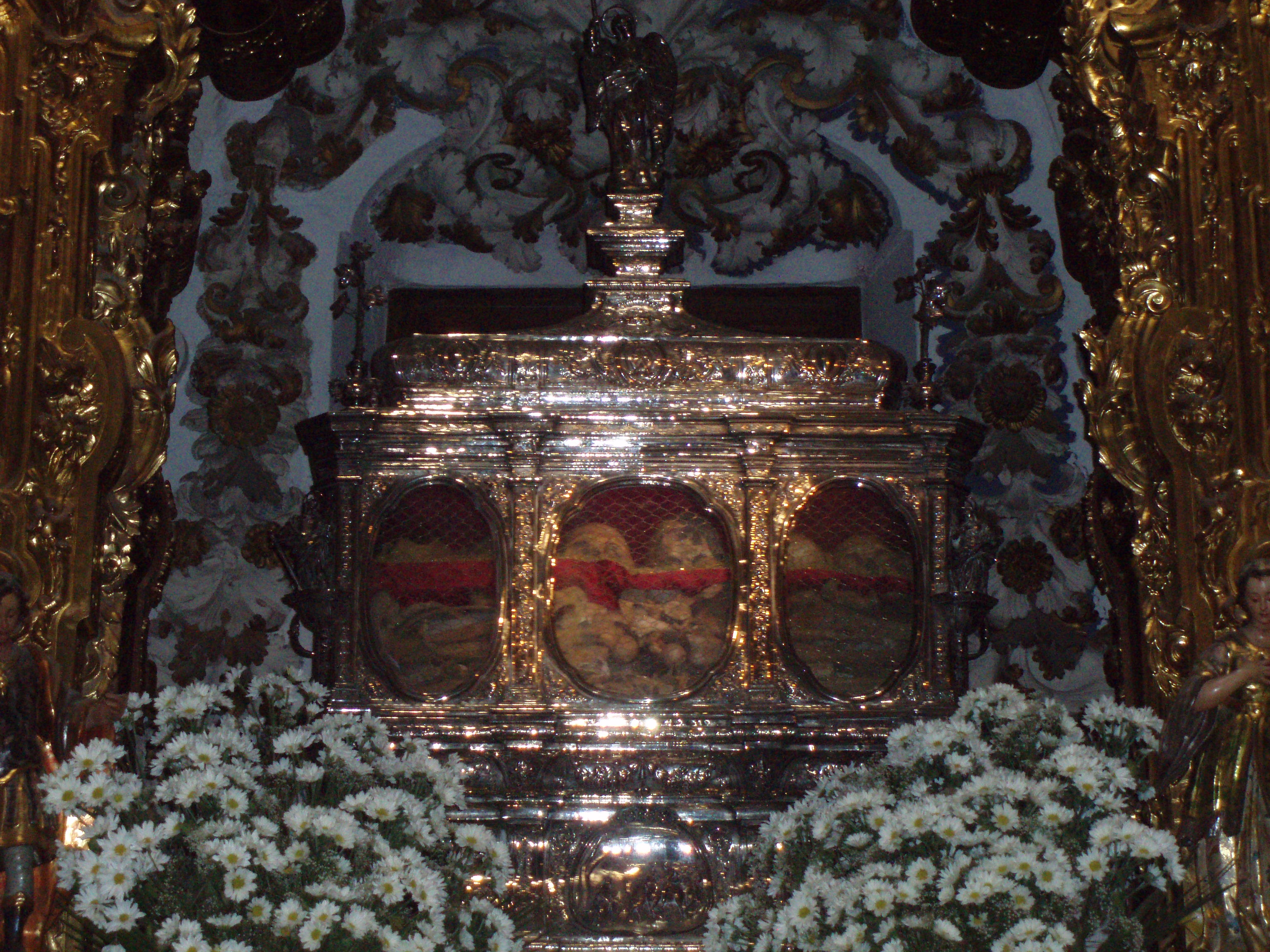
Arca dels Sants Màrtirs a l'altar de S. Pedro

## Veneració
Venerats com a sants, la seva festivitat se celebra el 13 de gener. Les seves relíquies es guarden, amb les d'altres màrtirs contemporanis, a l'església de San Pedro de Còrdova.